# Jorge Ponce
Jorge Ponce Rivero (Málaga, 19 de mayo de 1982) es un cómico, guionista y colaborador de televisión y radio español. Ahora es parte de la productora Encofrados junto a Broncano y Castella y colaborador en el programa La Revuelta en TVE. Creador de “Antonio Medina, el estafador de famosos” estrenada en Amazon Prime en 2024 y nominada a Premios Feroz.   

## Biografía
Nacido en Málaga, creció entre el barrio de San Andrés, Benalmádena y Torremolinos. El propio cómico cuenta que tuvo una adolescencia rebelde y que causó muchos problemas a sus progenitores durante esta etapa. En su adolescencia llegó a trabajar como camarero. Estudió la carrera de Comunicación Audiovisual y tras finalizarla se trasladó a Madrid para continuar sus estudios cursando un máster sobre la misma materia.
Cursó durante dos meses un Máster en Imagen y Sonido, en la Universidad Politécnica de Cartagena, de la cual fue expulsado por su mala relación con el profesorado de dicha universidad.[cita requerida] Tras dicho acontecimiento regresó a Madrid con la intención de iniciar su vida profesional. Ha sido en esta ciudad donde ha desarrollado la mayoría de su carrera como cómico, ya que fue contratado como becario de producción en el programa Caiga quien caiga.
En sus inicios en el mundo televisivo, realizaba sketches junto al cómico Yonyi Arenas para el programa CQC en Telecinco, presentado por Manel Fuentes.
Aboga por una comedia que no solo sea revolucionaria, sino vacua y hortera a veces; ha sido copresentador y colaborador de radio en programas como Yu no te pierdas nada, A vivir que son dos días y Asuntos propios.
Entre 2017 y 2018 participó en el programa Gente viva de Playz de RTVE, formato de entretenimiento compuesto por sketches de humor.
Desde su creación, ha participado en el programa La resistencia de Movistar+ presentado por David Broncano, del que es subdirector, guionista y colaborador habitual. En esta última faceta se han popularizado sus secciones como: 
- ¿Quién prefieres que se muera? [6][7]
- Repaso a los foros de Internet.
- La resistencia Kids.
- El hormiguero mal.
- El tiempo.
- Fotos
- Primos
- Cosas
- Fases
- "Informe Ponce"
- ANTONIO MEDINA, El estafador de famosos. Documental Amazon Prime 2024
- Realizando conexiones en directo desde la calle donde interactúa con la gente hablando de diferentes temas[8]

Además, en el programa número 100 del mismo acudió como invitado junto a los cómicos Iggy Rubín y Antonio Castelo, junto a los que realiza el espectáculo de comedia Hard Party 2.0 en el Palacio de la Prensa de Madrid y que es la continuación del show Hard Party.
También ha realizado colaboraciones puntuales en el diario satírico El Mundo Today.
Presenta en 2019 el programa de radio Si sí, o si no de la Cadena SER junto al escritor y crítico de televisión Roberto Enríquez, más conocido como Bob Pop.
Durante un fin de semana en 2024 (y como explicó durante una de sus secciones en "La resistencia"), protagonizó un banner, el cual aparecía al clicar sobre los videos de las principales plataformas pornográficas. Dicho banner era un vídeo en el que Jorge Ponce empezaba diciendo: "Esas manos, ¡Que yo las vea!", para posteriormente concienciar a los espectadores de que las relaciones sexuales convencionales no suelen ser como las que aparecen en las plataformas de pornografía, y que ha de primar el consentimiento a la hora de realizar las prácticas sexuales pertinentes.
En la actualidad es Presidente del HMV Boys equipo de fútbol 7.

## Trayectoria

### Televisión
| Año        | Programa             | Cadena    |                                                                                |
| ---------- | -------------------- | --------- | ------------------------------------------------------------------------------ |
| Desde 2024 | La revuelta          | La 1      | Colaborador                                                                    |
| 2020       | Amar es para siempre | Antena 3  | Colaboración especial, 2 capítulos                                             |
| 2018-2021  | El intermedio        | La Sexta  | Colaborador                                                                    |
| 2018-2024  | La resistencia       | M+        | Colaborador e invitado                                                         |
| 2017       | Zapeando             | La Sexta  | Colaborador                                                                    |
| 2016       | LocoMundo            | #0        | Colaborador en el programa 2 de la segunda temporada titulado "Superpoblación" |
| 2013-2015  | En el aire           | La Sexta  | Colaborador                                                                    |
| Desde 2009 | Ilustres ignorantes  | Canal+ #0 | Cómico invitado                                                                |
| 2005-2008  | CQC                  | Telecinco | Colaborador                                                                    |

### Radio
| Año       | Programa                 | Cadena                   |             |
| --------- | ------------------------ | ------------------------ | ----------- |
| 2013-2015 | Yu no te pierdas nada    | Los 40                   | Colaborador |
| 2007-2012 | Asuntos propios          | Radio Nacional de España | Colaborador |
| 2017      | A vivir que son dos días | Cadena SER               | Colaborador |
| 2019      | Si sí, o si no           | Cadena SER               | Presentador |

### Teatro
| Año  | Espectáculo                                       |
| ---- | ------------------------------------------------- |
| 2018 | Hard Party 2.0                                    |
| 2017 | Hard Party (junto a Iggy Rubín y Antonio Castelo) |